# 拉斯·芬格爾德
拉斯·芬格爾德（Russ Feingold；1953年3月2日—）是美國的一位政治人物和律師。在1993年至2011年期間，他是威斯康星州的兩位參議院議員之一。在1983年至1993年期間，他是威斯康星州參議院的議員。他的黨籍是民主黨。